# Edgar David Villanueva
Pour les articles homonymes, voir Villanueva et Núñez.
Edgar David Villanueva  Núñez, né le 19 novembre 1954 à Andahuaylas, est une personnalité politique et membre du congrès de la République du Pérou. Il fait partie du groupe Pérou possible.
Il est principalement connu pour une proposition de loi réclamant l'utilisation de logiciels libres dans les agences gouvernementales. La parution de la proposition de loi 1609 a attiré l'attention de Microsoft sous forme d'une lettre,
à laquelle le Dr Villanueva a écrit une réponse célèbre,. 
La proposition de loi réclamant la considération de logiciel libre a été voté et approuvé en octobre 2005
,
La proposition de loi et la lettre du Dr Villanueva ont été toutes deux largement citées par les gouvernements pro-actifs et les activistes du logiciel libre comme argumentation convaincante en faveur de l'introduction des logiciels libres dans les gouvernements.